# Danh sách phương pháp dựa trên toán học
Dưới đây là danh sách các phương pháp dựa trên toán học.
- Phương pháp Adams (phương trình vi phân)
- Phương pháp Akra – Bazzi (phân tích tiệm cận)
- Phương pháp phân đoạn (tìm kiếm gốc)
- Phương pháp Brent (tìm gốc)
- Phương pháp Condorcet (hệ thống bỏ phiếu)
- Phương pháp của Coombs (hệ thống bầu cử)
- Phương pháp của Copeland (hệ thống bầu cử)
- Phương pháp Crank – Nicolson (phân tích số)
- Phương pháp D'Hondt (hệ thống bầu cử)
- Dân chủ 2.1 (hệ thống bầu cử)
- Phương pháp phần tử rời rạc (phân tích số)
- Phương pháp phân tách miền (phân tích số)
- Phương pháp dịch tễ học
- Phương pháp lạc hậu của Euler
- Phương thức chuyển tiếp của Euler
- Phương thức rõ ràng và tiềm ẩn (phân tích số)
- Phương pháp sai phân hữu hạn (phân tích số)
- Phương pháp phần tử hữu hạn (phân tích số)
- Phương pháp khối lượng hữu hạn (phân tích số)
- Phương pháp trung bình cao nhất (hệ thống bầu cử)
- Phương pháp kiệt sức
- Phương pháp gốc vô hạn (lý thuyết số)
- Phương pháp nút cổ chai thông tin
- Phương pháp quy tắc chuỗi ngược (tính toán)
- Phương pháp lấy mẫu biến đổi nghịch đảo (xác suất)
- Phương pháp lặp lại (phân tích số)
- -Phương pháp Jacobi
- Phương thức còn lại lớn nhất (hệ thống bỏ phiếu)
- Phương pháp thiết lập mức
- Sự kết hợp tuyến tính của quỹ đạo phân tử nguyên tử phương pháp quỹ đạo phân tử (quỹ đạo phân tử)
- Phương pháp đặc điểm
- Phương pháp hình vuông tối thiểu (tối ưu hóa, thống kê)
- Phương pháp khả năng tối đa (thống kê)
- Phương thức bổ sung (số học)
- Phương pháp di chuyển khung (hình học vi phân)
- Phương pháp thay thế liên tiếp (lý thuyết số)
- Phương pháp Monte Carlo (vật lý tính toán, mô phỏng)
- Phương pháp Newton (phân tích số)
- Phương pháp Pemdas (thứ tự hoạt động)
- Phương pháp nhiễu loạn (phân tích chức năng, lý thuyết lượng tử)
- Phương pháp xác suất (tổ hợp)
- Phương pháp của Romberg (phân tích số)
- Phương pháp Runge – Kutta (phân tích số)
- Phương pháp Sainte-Laguë (hệ thống bầu cử)
- Phương pháp Schulze (hệ thống bầu cử)
- Phương pháp Monte Carlo tuần tự
- Phương thức Simplex
- Phương pháp phổ (phân tích số)
- Phương pháp biến đổi (phân tích toán học, phương trình vi phân)
- Phương pháp Welch